# 窓の老人 (ホーホストラーテンの絵画)
『窓の老人』（まどのろうじん、独: Alter Mann im Fenster、英: Old Man at the Window）は、オランダ黄金時代の画家サミュエル・ファン・ホーホストラーテンが1653年にキャンバス上に油彩で制作した絵画である。画面下部右側に「SVH 1653」という画家の署名と制作年が記されており、ホーホストラーテンがウィーンで神聖ローマ皇帝フェルディナント3世に仕えていた時期に描かれた。プラハの皇室宝物庫を経て、1781年にウィーンの皇室画廊に移され、現在はウィーンの美術史美術館に所蔵されている。

## 作品
レンブラントの弟子であったホーホストラーテンは、絵画の論文で絵画技法と空間的幻視の関係について理論上の考察をしている。彼の専門は、本作に見られるようなトロンプルイユ (だまし絵) である。画面では、老人が精緻に描かれた石の枠内の窓から外を見ている。伝統的に、彼はユダヤ教のラビであるヨム・トヴ・リップマン・ヘラー (Yom Tov Lipmann Heller, 1579-1654年) であるとされる。彼は、レオポルト3世治下のウィーンでユダヤ人が生活していけるよう取り計らった人物である。
老人の皺と白っぽい髭は見事に描かれている。彼の眉はひそめられ、頭部はやや傾けられている。窓の細部描写は驚くべきものであり、ホーホストラーテンは窓の奥行きを示すためにその手前に小さな花瓶を描き込んだ。窓の端は石の壁に囲まれているが、石の質感と表面を描くのに画家は非常な細部描写をしている。そのため、この描かれた石の表面に触れたなら、本物の石のように思ってしまうことであろう。窓台の上には羽根と2枚の葉も描き込まれており、1枚は窓台から垂れ下がっている。
老人の頭部は窓から外に出ており、実際に彼が鑑賞者の空間に入ってきているような様相を呈している。彼の顔は優しい感じであるが、何かしら鑑賞者の心に憑りつくようなものがある。この絵画の前を通る時、鑑賞者はこの実人物のような老人に見られていると感じるのである。